# Screen Actors Guild Award voor een uitstekende prestatie door een mannelijke acteur in een komedieserie
De Screen Actors Guild Award voor een uitstekende prestatie door een mannelijke acteur in een komedieserie (Engels: Outstanding Performance by a Male Actor in a Comedy Series) wordt sinds 1994 uitgereikt. Jason Alexander mocht de prijs als eerste in ontvangst nemen.

## Winnaars en genomineerden
De winnaars staan bovenaan in vette letters op een gele achtergrond. De overige acteurs en series die werden genomineerd staan eronder vermeld in alfabetische volgorde.

### 1994-1999
| Jaar              | Acteur                  | Serie |
| ----------------- | ----------------------- | ----- |
| 1994 (1e)         |                         |       |
| Jason Alexander   | Seinfeld                |       |
| John Goodman      | Roseanne                |       |
| Kelsey Grammer    | Frasier                 |       |
| David Hyde Pierce | Frasier                 |       |
| Paul Reiser       | Mad About You           |       |
| 1995 (2e)         |                         |       |
| David Hyde Pierce | Frasier                 |       |
| Jason Alexander   | Seinfeld                |       |
| Kelsey Grammer    | Frasier                 |       |
| Paul Reiser       | Mad About You           |       |
| Michael Richards  | Seinfeld                |       |
| 1996 (3e)         |                         |       |
| John Lithgow      | 3rd Rock from the Sun   |       |
| Jason Alexander   | Seinfeld                |       |
| Kelsey Grammer    | Frasier                 |       |
| David Hyde Pierce | Frasier                 |       |
| Michael Richards  | Seinfeld                |       |
| 1997 (4e)         |                         |       |
| John Lithgow      | 3rd Rock from the Sun   |       |
| Jason Alexander   | Seinfeld                |       |
| Kelsey Grammer    | Frasier                 |       |
| David Hyde Pierce | Frasier                 |       |
| Michael Richards  | Seinfeld                |       |
| 1998 (5e)         |                         |       |
| Michael J. Fox    | Spin City               |       |
| Jason Alexander   | Seinfeld                |       |
| Kelsey Grammer    | Frasier                 |       |
| Peter MacNicol    | Ally McBeal             |       |
| David Hyde Pierce | Frasier                 |       |
| 1999 (6e)         |                         |       |
| Michael J. Fox    | Spin City               |       |
| Kelsey Grammer    | Frasier                 |       |
| Peter MacNicol    | Ally McBeal             |       |
| David Hyde Pierce | Frasier                 |       |
| Ray Romano        | Everybody Loves Raymond |       |

### 2000-2009
| Jaar              | Acteur                  | Serie |
| ----------------- | ----------------------- | ----- |
| 2000 (7e)         |                         |       |
| Robert Downey jr. | Ally McBeal             |       |
| Kelsey Grammer    | Frasier                 |       |
| Sean Hayes        | Will & Grace            |       |
| Peter MacNicol    | Ally McBeal             |       |
| David Hyde Pierce | Frasier                 |       |
| 2001 (8e)         |                         |       |
| Sean Hayes        | Will & Grace            |       |
| Peter Boyle       | Everybody Loves Raymond |       |
| Kelsey Grammer    | Frasier                 |       |
| David Hyde Pierce | Frasier                 |       |
| Ray Romano        | Everybody Loves Raymond |       |
| 2002 (9e)         |                         |       |
| Sean Hayes        | Will & Grace            |       |
| Matt LeBlanc      | Friends                 |       |
| Bernie Mac        | The Bernie Mac Show     |       |
| Ray Romano        | Everybody Loves Raymond |       |
| Tony Shalhoub     | Monk                    |       |
| 2003 (10e)        |                         |       |
| Tony Shalhoub     | Monk                    |       |
| Peter Boyle       | Everybody Loves Raymond |       |
| Brad Garrett      | Everybody Loves Raymond |       |
| Sean Hayes        | Will & Grace            |       |
| Ray Romano        | Everybody Loves Raymond |       |
| 2004 (11e)        |                         |       |
| Tony Shalhoub     | Monk                    |       |
| Jason Bateman     | Arrested Development    |       |
| Sean Hayes        | Will & Grace            |       |
| Ray Romano        | Everybody Loves Raymond |       |
| Charlie Sheen     | Two and a Half Men      |       |
| 2005 (12e)        |                         |       |
| Sean Hayes        | Will & Grace            |       |
| Larry David       | Curb Your Enthusiasm    |       |
| Jason Lee         | My Name Is Earl         |       |
| William Shatner   | Boston Legal            |       |
| James Spader      | Boston Legal            |       |
| 2006 (13e)        |                         |       |
| Alec Baldwin      | 30 Rock                 |       |
| Steve Carell      | The Office              |       |
| Jason Lee         | My Name Is Earl         |       |
| Jeremy Piven      | Entourage               |       |
| Tony Shalhoub     | Monk                    |       |
| 2007 (14e)        |                         |       |
| Alec Baldwin      | 30 Rock                 |       |
| Steve Carell      | The Office              |       |
| Ricky Gervais     | Extras                  |       |
| Jeremy Piven      | Entourage               |       |
| Tony Shalhoub     | Monk                    |       |
| 2008 (15e)        |                         |       |
| Alec Baldwin      | 30 Rock                 |       |
| Steve Carell      | The Office              |       |
| David Duchovny    | Californication         |       |
| Jeremy Piven      | Entourage               |       |
| Tony Shalhoub     | Monk                    |       |
| 2009 (16e)        |                         |       |
| Alec Baldwin      | 30 Rock                 |       |
| Steve Carell      | The Office              |       |
| Larry David       | Curb Your Enthusiasm    |       |
| Tony Shalhoub     | Monk                    |       |
| Charlie Sheen     | Two and a Half Men      |       |

### 2010-2019
| Jaar             | Acteur                    | Serie |
| ---------------- | ------------------------- | ----- |
| 2010 (17e)       |                           |       |
| Alec Baldwin     | 30 Rock                   |       |
| Ty Burrell       | Modern Family             |       |
| Steve Carell     | The Office                |       |
| Chris Colfer     | Glee                      |       |
| Ed O'Neill       | Modern Family             |       |
| 2011 (18e)       |                           |       |
| Alec Baldwin     | 30 Rock                   |       |
| Ty Burrell       | Modern Family             |       |
| Steve Carell     | The Office                |       |
| Jon Cryer        | Two and a Half Men        |       |
| Eric Stonestreet | Modern Family             |       |
| 2012 (19e)       |                           |       |
| Alec Baldwin     | 30 Rock                   |       |
| Ty Burrell       | Modern Family             |       |
| Louis C.K.       | Louie                     |       |
| Jim Parsons      | The Big Bang Theory       |       |
| Eric Stonestreet | Modern Family             |       |
| 2013 (20e)       |                           |       |
| Ty Burrell       | Modern Family             |       |
| Alec Baldwin     | 30 Rock                   |       |
| Jason Bateman    | Arrested Development      |       |
| Don Cheadle      | House of Lies             |       |
| Jim Parsons      | The Big Bang Theory       |       |
| 2014 (21e)       |                           |       |
| William H. Macy  | Shameless                 |       |
| Ty Burrell       | Modern Family             |       |
| Louis C.K.       | Louie                     |       |
| Jim Parsons      | The Big Bang Theory       |       |
| Eric Stonestreet | Modern Family             |       |
| 2015 (22e)       |                           |       |
| Jeffrey Tambor   | Transparent               |       |
| Ty Burrell       | Modern Family             |       |
| Louis C.K.       | Louie                     |       |
| William H. Macy  | Shameless                 |       |
| Jim Parsons      | The Big Bang Theory       |       |
| 2016 (23e)       |                           |       |
| William H. Macy  | Shameless                 |       |
| Anthony Anderson | Black-ish                 |       |
| Tituss Burgess   | Unbreakable Kimmy Schmidt |       |
| Ty Burrell       | Modern Family             |       |
| Jeffrey Tambor   | Transparent               |       |
| 2017 (24e)       |                           |       |
| William H. Macy  | Shameless                 |       |
| Anthony Anderson | Black-ish                 |       |
| Aziz Ansari      | Master of None            |       |
| Larry David      | Curb Your Enthusiasm      |       |
| Sean Hayes       | Will & Grace              |       |
| Marc Maron       | GLOW                      |       |
| 2018 (25e)       |                           |       |
| Tony Shalhoub    | The Marvelous Mrs. Maisel |       |
| Alan Arkin       | The Kominsky Method       |       |
| Michael Douglas  | The Kominsky Method       |       |
| Bill Hader       | Barry                     |       |
| Henry Winkler    | Barry                     |       |
| 2019 (26e)       |                           |       |
| Tony Shalhoub    | The Marvelous Mrs. Maisel |       |
| Alan Arkin       | The Kominsky Method       |       |
| Michael Douglas  | The Kominsky Method       |       |
| Bill Hader       | Barry                     |       |
| Andrew Scott     | Fleabag                   |       |

### 2020-2029
| Jaar               | Acteur                       | Serie |
| ------------------ | ---------------------------- | ----- |
| 2020 (27e)         |                              |       |
| Jason Sudeikis     | Ted Lasso                    |       |
| Nicholas Hoult     | The Great                    |       |
| Daniel Levy        | Schitt's Creek               |       |
| Eugene Levy        | Schitt's Creek               |       |
| Ramy Youssef       | Ramy                         |       |
| 2021 (28e)         |                              |       |
| Jason Sudeikis     | Ted Lasso                    |       |
| Michael Douglas    | The Kominsky Method          |       |
| Brett Goldstein    | Ted Lasso                    |       |
| Steve Martin       | Only Murders in the Building |       |
| Martin Short       | Only Murders in the Building |       |
| 2022 (29e)         |                              |       |
| Jeremy Allen White | The Bear                     |       |
| Anthony Carrigan   | Barry                        |       |
| Bill Hader         | Barry                        |       |
| Steve Martin       | Only Murders in the Building |       |
| Martin Short       | Only Murders in the Building |       |
| 2023 (30e)         |                              |       |
| Jeremy Allen White | The Bear                     |       |
| Brett Goldstein    | Ted Lasso                    |       |
| Bill Hader         | Barry                        |       |
| Ebon Moss-Bachrach | The Bear                     |       |
| Jason Sudeikis     | Ted Lasso                    |       |
| 2024 (31e)         |                              |       |
| Martin Short       | Only Murders in the Building |       |
| Adam Brody         | Nobdy Wants This             |       |
| Ted Danson         | A Man on the Inside          |       |
| Harrison Ford      | Shrinking                    |       |
| Jeremy Allen White | The Bear                     |       |